# 女満別空港インターチェンジ
女満別空港インターチェンジ（めまんべつくうこうインターチェンジ）は、北海道網走郡大空町にある美幌バイパスおよび女満別空港網走道路のインターチェンジ。
美幌市街の混雑緩和や女満別空港から周辺へのアクセス向上を目的に設置されている。

## 歴史
- 2005年（平成17年）7月3日：美幌IC - 女満別空港IC間が供用開始[2]。

## 周辺

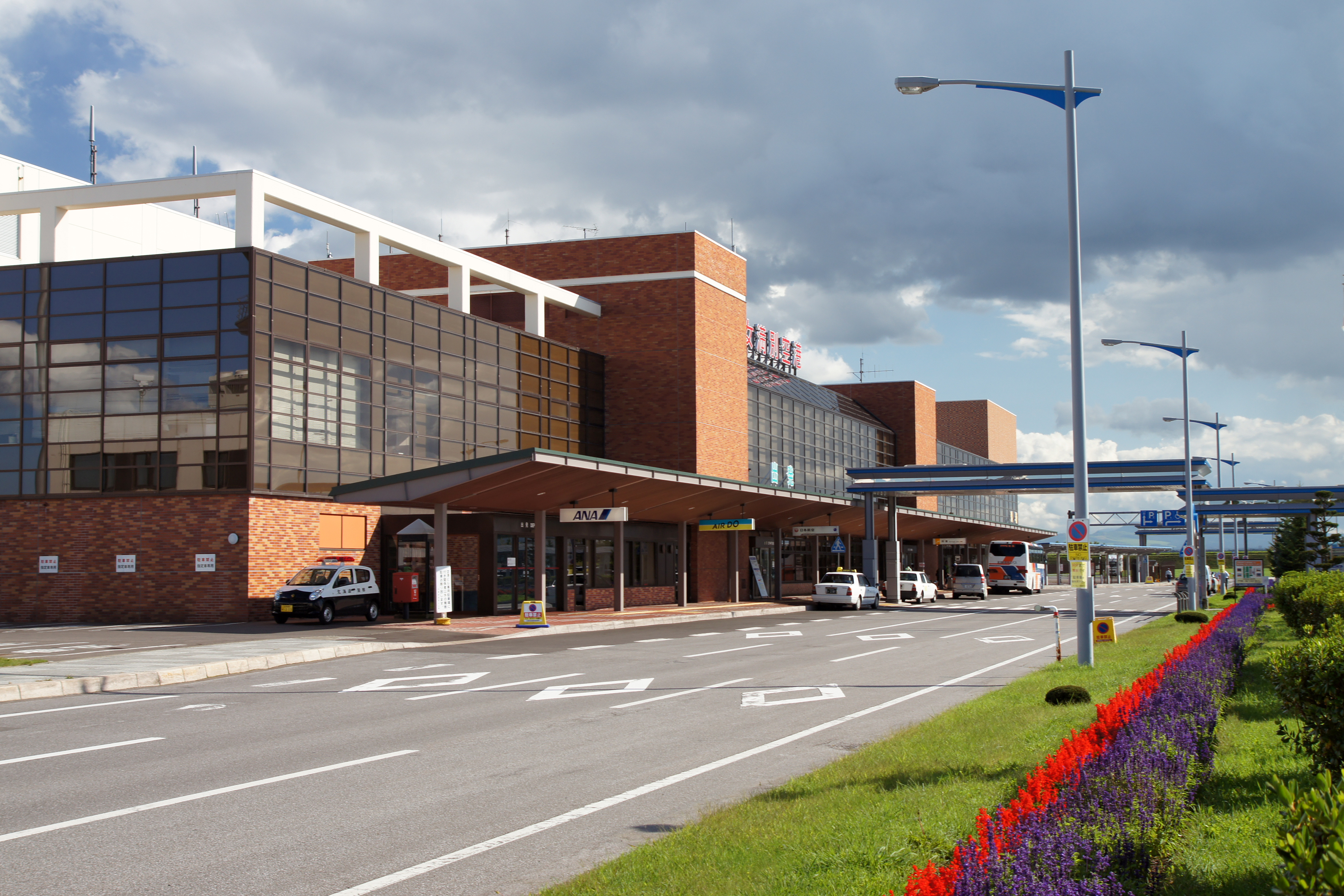
女満別空港ターミナルビル（2011年9月）

大空町中心部までは北海道道64号女満別空港線経由で約4 kmである。
- 女満別空港
- 西女満別駅（JR北海道・石北本線）
- ひまわり温泉

## 接続する道路
当IC出入口が女満別空港と直結している。
- 直接接続
  - 北海道道1168号女満別空港インター線

- 間接接続
  - 北海道道64号女満別空港線
  - 北海道道246号小清水女満別線
  - 国道39号

## 隣
E61 美幌バイパス
美幌IC - 女満別空港IC
E61 女満別空港網走道路
女満別空港IC - 大空IC（事業中）